# Francesco Maria Piave
Francesco Maria Piave, italijanski libretist, * 18. maj 1810, Murano pri Benetkah, † 5. marec 1876, Milano (Italija).
Kot libretist je ustvarjal besedila za številne operne skladatelje (Giovanni Pacini, Saverio Mercadante, Federico Ricci, enega celo za irskega skladatelja Michaela Balfeja), a je danes najbolj poznan po besedilih za opere Giuseppeja Verdija, s katerim je tudi prijateljeval.

## Delo
(izbor najpomembnejših besedil, ki jih je uglasbil Giuseppe Verdi)
- Ernani (1844),
- I due Foscari (Dva Foscarija ali Beneški dož) (1844),
- Attila (1846),
- Macbeth (1847),
- Il Corsaro (Korzar) (1848),
- Stiffelio (1850),
- Rigoletto (1851),
- La Traviata (Traviata) (1853)
- Simon Boccanegra (1857),
- La forza del destino (Moč usode) (1862).

## Anekdota
Piave si je zelo rad prepeval vojvodovo arijo Ženska je tičica iz opere Rigoletto. Nekega dne je na ulici srečal damo, s katero sta imela pred časom ljubezensko razmerje, in ji napol pojoč prišepnil: Ženska je tičica, lahke narave ...
Gospa pa mu ni ostala dolžna, ampak mu je vrnila milo za drago na isti motiv:
Večjega osla ni, kakor je Piave ...